# Distritos eleitorais federais do Canadá
Os distritos eleitorais federais do Canadá são a base para as eleições dos membros do parlamento da Câmara dos Comuns do Canadá, actualmente existem 343 representantes, sendo 340 das províncias e 3 de territórios. Cada distrito contém, em média, 107.848 habitantes.

Mapa dos distritos eleitorais federais do Canadá.

## Cadeiras

### Províncias
- Ontário - 122
- Québec - 78
- Alberta - 37
- Colúmbia Britânica - 43
- Manitoba - 14
- Sascachevão - 14
- Nova Escócia - 11
- Nova Brunswick - 10
- Terra Nova e Labrador - 7
- Ilha do Príncipe Eduardo - 4

### Territórios
- Territórios do Noroeste - 1
- Nunavut - 1
- Yukon - 1